# Diritto proprio
Il diritto proprio (in lingua latina ius proprium) era il diritto dell'età basso medievale tipico degli ordinamenti locali come feudi, comuni medievali, corporazioni delle arti e mestieri, istituzioni monarchiche considerato particolare rispetto al diritto comune (ius commune), quest'ultimo prodotto da un ceto di colti giuristi sulla base del diritto romano. 
Diritto proprio e diritto comune convissero in un'esperienza giuridica formata da diversi ordinamenti e autonomie in cui non vi era un potere centrale tanto forte (o semplicemente interessato) da avere l'esclusività legislativa. Tuttavia non mancarono scontri tra i professionisti del diritto che lamentavano la scarsa qualità della legislazione locale e i legislatori che invece accusavano i primi di "distruggere il diritto del luogo" (lo ius proprium, appunto). Il politico Dino Compagni arrivò ad accusare i "maledetti giudici" colpevoli, a suo avviso, di interpretare a loro piacimento le leggi.